# وداع
وداع یک فیلم بلند سیاه و سفید ساخت اتحاد جماهیر شوروی دربارهٔ جنگ بزرگ میهنی است که در سال ۱۹۶۶ توسط گریگوری پوژنیان بر اساس فیلمنامهٔ خودش فیلمبرداری شد.